# Preajba de Pădure
Preajba de Pădure – wieś w Rumunii, w okręgu Dolj, w gminie Teslui. W 2011 roku liczyła 490 mieszkańców.